# 洛中法華21ヶ寺
洛中法華21ヶ寺（らくちゅうほっけにじゅういちほんざん）は、天文法華の乱以前に京都市内（当時は洛中）にあった法華宗系の21の本山。 
全ての寺院が天文法華の乱（天文法難）によって焼かれた。
朝廷によって法華宗帰洛が許されたのち、一寺として再興したのは15カ寺であった。

## 二十一ヶ寺一覧
- 本満寺 - 上京区寺町今出川上
- 妙顕寺 - 上京区寺の内通新町西入妙顕寺前町
- 頂妙寺 - 左京区仁王門通新麩屋町西入大菊町
- 妙傳寺 - 左京区東大路二条下北門前町
- 立本寺 - 上京区七本松通仁和寺街道上
- 本圀寺 - 山科区御陵大岩町
- 本法寺 - 上京区小川通寺ノ内上本法寺前町
- 妙覚寺 - 上京区上御霊前通東入
- 妙蓮寺（本門法華宗） - 上京区寺ノ内通大宮東入妙蓮寺前町
- 本隆寺（法華宗真門流） - 上京区智恵光院通五辻上紋屋町
- 本禅寺（法華宗陣門流） - 上京区寺町通広小路上北ノ部町
- 住本寺 - 上行院と合併し要法寺（日蓮本宗本山、左京区法皇寺町）へ
- 上行院 - 住本寺と合併し要法寺へ
- 妙満寺（顕本法華宗） - 左京区岩倉幡枝町
- 本能寺（法華宗本門流） - 中京区寺町通御池下
- 寂光寺 - 寺格は寂光寺（顕本法華宗本山、妙泉山と号す）が継承
- 学養寺 - 寺格は勝光寺（学養山と号す）が継承
- 大妙寺（妙顕寺塔頭から平成3年独立移転） - 西京区樫原秤谷町
- 弘経寺 - 堺移転後、明治28年（1895年）愛媛県西予市へ移転。
- 宝国寺 -  本圀寺持殊院として、明治20年（1887年）まで存続、その後、愛媛県へ移転。
- 本覚寺 - 文安元年（1444年）、妙覚寺9世の日延が開基。文正元年（1466年）妙覚寺に編入されたという。